# Апостольская нунциатура на Украине
Апостольская нунциатура на Украине — дипломатическое представительство (посольство) Святого Престола на Украине. Образовано в 1992 году, когда Украина установила дипломатические отношения со Святым Престолом.

## История
О первых отношения Святого Престола с государственными образованиями, которые существовали на территории современной Украины, известно ещё с конца X века. Активизировались отношения между Римским престолом и Украиной от XIII в.; Папа Иннокентий IV в 1253 г. подарил князю Даниилу Романовичу королевскую корону.
Дипломатические отношения со Святым Престолом поддерживала Западно-Украинская народная республика; в мае 1919 года её посла графа Михаила Тышкевича принял папа Бенедикт XV, 23 февраля 1920 года Джованни Дженокки был назначен Апостольским визитатором на Украине. После наступления большевиков в 1921 году он вернулся в Рим.
Дипломатические отношения между независимой Украиной и Святым Престолом были установлены 8 февраля 1992 года. В этот день папа Иоанн Павел II издал бреве «Ucrainam Nationem», в котором он основал Апостольскую нунциатуру на Украине.
Первым нунцием на Украине стал Антонио Франко. С 15 июня 2021 года обязанности посла Святого Престола исполняет Висвалдас Кулбокас.

## Нунции
- Антонио Франко (28 марта 1992 — 6 апреля 1999 — назначен апостольским нунцием на Филиппинах);
- Никола Этерович (22 мая 1999 — 11 февраля 2004 — назначен генеральным секретарём Всемирного Синода епископов Римско-католической церкви);
- Иван Юркович (22 апреля 2004 — 19 февраля 2011 — назначен апостольским нунцием в России);
- Томас Галликсон (21 мая 2011 — 5 сентября 2015 — назначен апостольским нунцием в Швейцарии);
- Клаудио Гуджеротти (13 ноября 2015 — 4 июля 2020 — назначен апостольским нунцием в Великобритании);
- Висвалдас Кулбокас (15 июня 2021 — по настоящее время).